# Drosophila cathara
Drosophila cathara är en tvåvingeart som beskrevs av Léonidas Tsacas 2004. Drosophila cathara ingår i släktet Drosophila och familjen daggflugor.
Artens utbredningsområde är Kongo.